# Jardí de la Torre Pedró
El Jardí de la Torre Pedró és una obra del municipi de la Garriga (Vallès Oriental) inclosa en l'Inventari del Patrimoni Arquitectònic de Catalunya.

## Descripció
Dins el jardí de la torre Pedró hi ha una escala doble simèterica de pedra. Entre les dues escales hi ha una font i una sanefa amb motius geomètrics i florals. El passamà de les escales està recobert de trencadís. L'accés es fa per una portalada de ferro forjat amb uns pilars decorats amb relleus florals i ceràmica i rematats per unes caputxes amb trencadís.